# Spor Toto Cycling Team
Das Team Spor Toto Cycling Team ist ein türkisches Radsportteam mit Sitz in Ankara.
Das Team wurde zur Saison 2020 gegründet und ist seitdem im Besitz einer Lizenz als UCI Continental Team. Es ist Teil türkischen Sportvereins Spor Toto, zu dem unter anderem auch Mannschaften im Volleyball und Handball gehören.

## Saison 2025
Mannschaft
| Teamkader 2025          | Teamkader 2025     | Teamkader 2025 | Teamkader 2025                         |
| Name                    | Geburtsdatum       | Land           | Vorheriges Team                        |
| ----------------------- | ------------------ | -------------- | -------------------------------------- |
| Doğukan Arikan          | 5. September 2001  | Türkei         |                                        |
| Mustafa Ayyorkun        | 7. Januar 2004     | Türkei         |                                        |
| Serdar Depe             | 20. Februar 1998   | Türkei         | Sakarya BB Pro Team (2022)             |
| Ferhat Emisci           | 25. Oktober 2004   | Türkei         |                                        |
| Mustafa Said Erdemli    | 27. März 2005      | Türkei         |                                        |
| Ahmet Örken             | 12. März 1993      | Türkei         | Wildlife Generation Pro Cycling (2022) |
| Kaan Ozkalbim           | 12. Oktober 2002   | Türkei         |                                        |
| Feritcan Şamlı          | 29. Januar 1994    | Türkei         | Salcano Sakarya BB Team (2019)         |
| Hamdi İbrahim Şekerci   | 26. Mai 2006       | Türkei         |                                        |
| Mustafa Tekin           | 6. Januar 2003     | Türkei         |                                        |
| Tahir Yigit             | 30. September 2001 | Türkei         |                                        |
|                         |                    |                |                                        |
| Quelle: ProCyclingStats |                    |                |                                        |

Erfolge
| Siege | Siege  | Siege | Siege  | Siege  | Siege |
| Datum | Rennen | Staat | Klasse | Sieger |       |
| ----- | ------ | ----- | ------ | ------ | ----- |

## Erfolge pro Saison
| Rennserie                 | 2020 | 2021 | 2022 | 2023 | 2024 |
| ------------------------- | ---- | ---- | ---- | ---- | ---- |
| UCI                       | -    | -    | -    | -    | 1    |
| UCI Continental Circuits  | -    | 3    | 2    | 3    | 1    |
| nationale Meisterschaften | 1    | 1    | 1    | 3    | 3    |

## Platzierungen in UCI-Weltrangliste
| World Ranking | World Ranking | World Ranking            | World Ranking |
| Jahr          | Teamwertung   | Einzelwertung            |               |
| ------------- | ------------- | ------------------------ | ------------- |
| 2020          | 83.           | Mamyr Stasch (413. )     |               |
| 2021          | 66.           | Anatoliy Budyak (250. )  |               |
| 2022          | 77.           | Georgios Bouglas (446. ) |               |
| 2023          | 64.           | Ahmet Örken (362. )      |               |
| 2024          | 84.           | Serdar Depe (745. )      |               |
|               |               |                          |               |
| Quelle: UCI   |               |                          |               |